# Gemeindefusionen im Département Aisne
In diesem Artikel sind die Veränderungen im Gemeindebestand des französischen Départements Aisne seit der Französischen Revolution (Einrichtung der Départements) aufgeführt. Somit sind Veränderungen der Gemeindegrenzen, also Änderungen der Zugehörigkeit von Flurstücken, nicht erfasst. Diese Liste erhebt keinen Anspruch auf Vollständigkeit.

## Eingemeindungen
| Datum der Eingemeindung | Aufgelöste Gemeinde     | Erweiterte Gemeinde  |
| ----------------------- | ----------------------- | -------------------- |
| unbekannt               | La Barre                | Château-Thierry      |
| zwischen 1790 und 1794  | Caucourt                | Autremencourt        |
| zwischen 1790 und 1794  | Rary                    | Saint-Pierremont     |
| zwischen 1790 und 1794  | Richémont               | La Neuville-Bosmont  |
| zwischen 1790 und 1794  | Le Sourd                | Wiège-Faty           |
| zwischen 1790 und 1794  | Trébécourt              | Jumencourt           |
| 1806                    | Les Creuttes            | Mons-en-Laonnois     |
| 2. Juni 1819            | Guyencourt-et-Plessis   | Villequier-Aumont    |
| 1. April 1960           | Saint-Quentin-sur-Allan | La Ferté-Milon       |
| 1. Januar 1966          | Flavigny-le-Petit       | Guise                |
| 1. Januar 1969          | Blérancourdelle         | Blérancourt          |
| 1. Juli 1971            | Pisseleux               | Villers-Cotterêts    |
| 1. Januar 1973          | Branges                 | Arcy-Saint-Restitue  |
| 28. August 1973         | Escaufourt              | Saint-Souplet (Nord) |
| 1. Januar 1974          | Fargniers               | Tergnier             |
| 1. Januar 1974          | Vouël                   | Tergnier             |
| 1. Oktober 1974         | Chartèves               | Charmont-sur-Marne   |
| 1. Oktober 1974         | Mont-Saint-Père         | Charmont-sur-Marne   |
| 31. Dezember 1976       | Cugny-lès-Crouttes      | Oulchy-le-Château    |
| 1. Januar 1979          | Pont-à-Bucy             | Nouvion-et-Catillon  |
| 1. Januar 1991          | Quessy                  | Tergnier             |

## Zusammenschlüsse
| Datum der Fusion       | Aufgelöste Gemeinden                                           | Neue Gemeinde                 |
| ---------------------- | -------------------------------------------------------------- | ----------------------------- |
| unbekannt              | Lesquilles und Saint-Germain                                   | Lesquielles-Saint-Germain     |
| unbekannt              | Lizerolles und Montescourt                                     | Montescourt-Lizerolles        |
| unbekannt              | La Vallée-Foulon und Vauclerc                                  | Vauclerc-et-la-Vallée-Foulon  |
| zwischen 1785 und 1790 | Anguilcourt und Le Sart                                        | Anguilcourt-le-Sart           |
| 25. Juli 1788          | Damemarie und Juvincourt                                       | Juvincourt-et-Damary          |
| zwischen 1790 und 1794 | Attencourt und Toulis                                          | Toulis-et-Attencourt          |
| zwischen 1790 und 1794 | Beffecourt und Vaucelles                                       | Vaucelles-et-Beffecourt       |
| zwischen 1790 und 1794 | Bertaucourt und Epourdon                                       | Bertaucourt-Epourdon          |
| zwischen 1790 und 1794 | Bourg und Comin                                                | Bourg-et-Comin                |
| zwischen 1790 und 1794 | Caillouël und Crépigny                                         | Caillouël-Crépigny            |
| zwischen 1790 und 1794 | Caumont und Vesles                                             | Vesles-et-Caumont             |
| zwischen 1790 und 1794 | Chartreuve und Chéry                                           | Chéry-Chartreuve              |
| zwischen 1790 und 1794 | Clacy und Thierret                                             | Clacy-et-Thierret             |
| zwischen 1790 und 1794 | Cohartille und Froidmont                                       | Froidmont-Cohartille          |
| zwischen 1790 und 1794 | Courtrizy und Fussigny                                         | Courtrizy-et-Fussigny         |
| zwischen 1790 und 1794 | Cuissy und Geny                                                | Cuissy-et-Geny                |
| zwischen 1790 und 1794 | Dagny und Lambercy                                             | Dagny-Lambercy                |
| zwischen 1790 und 1794 | Dampcourt und Marest                                           | Marest-Dampcourt              |
| zwischen 1790 und 1794 | Faillouël und Frières                                          | Frières-Faillouël             |
| zwischen 1790 und 1794 | Faty und Wiège                                                 | Wiège-Faty                    |
| zwischen 1790 und 1794 | Fay und Grandlup                                               | Grandlup-et-Fay               |
| zwischen 1790 und 1794 | Fouquerolles und Merlieux                                      | Merlieux-et-Fouquerolles      |
| zwischen 1790 und 1794 | Guyencourt und Plessis-Godain                                  | Guyencourt-et-Plessis         |
| zwischen 1790 und 1794 | Nesles und Seringes                                            | Seringes-et-Nesles            |
| zwischen 1790 und 1794 | Noureuil und Viry                                              | Viry-Noureuil                 |
| zwischen 1790 und 1794 | Presles-l’Évêque und Thierny                                   | Presles-et-Thierny            |
| zwischen 1790 und 1794 | Ramecourt und Saint-Erme-Outre                                 | Saint-Erme-Outre-et-Ramecourt |
| zwischen 1790 und 1794 | Reuilly und Sauvigny                                           | Reuilly-Sauvigny              |
| zwischen 1790 und 1794 | Roncheres und Sons                                             | Sons-et-Ronchères             |
| zwischen 1790 und 1794 | Beaulne und Chivy                                              | Beaulne-et-Chivy              |
| zwischen 1790 und 1794 | Chivres und Mâchecourt                                         | Chivres-et-Mâchecourt         |
| 1790                   | Aisonville und Bernoville                                      | Aisonville-et-Bernoville      |
| 12. Dezember 1790      | Crandelain und Malval                                          | Crandelain-et-Malval          |
| 10. Mai 1791           | Behaine und Marle                                              | Marle-et-Behaine              |
| 14. September 1791     | Any und Martin-Rieux                                           | Any-Martin-Rieux              |
| 21. Oktober 1791       | Aumencourt und Couvron                                         | Couvron-et-Aumencourt         |
| 21. Oktober 1791       | Besny und Loizy                                                | Besny-et-Loizy                |
| 27. Oktober 1791       | Plesnoy und Proviseux                                          | Proviseux-et-Plesnoy          |
| 1792                   | Ciry und Salsogne                                              | Ciry-Salsogne                 |
| 1792                   | Magny und Vincy-Reuil                                          | Vincy-Reuil-et-Magny          |
| 1792                   | Pontséricourt und Tavaux                                       | Tavaux-et-Pontséricourt       |
| 1794                   | Agnicourt und Séchelles                                        | Agnicourt-et-Séchelles        |
| um 1794                | Bruyères und Montbérault                                       | Bruyères-et-Montbérault       |
| um 1800                | Camelin und Le Fresne                                          | Camelin-et-le-Fresne          |
| 1802                   | Beaurain und Flavigny-le-Grand                                 | Flavigny-le-Grand-et-Beaurain |
| 24. Oktober 1803       | Pont-de-Tugny und Tugny                                        | Tugny-et-Pont                 |
| 1809                   | Ployart und Vaurseine                                          | Ployart-et-Vaurseine          |
| 1810                   | Parcy und Tigny                                                | Parcy-et-Tigny                |
| 2. Juni 1819           | Nanteuil-sur-Ourcq und Vichel                                  | Nanteuil-sur-Ourcq-et-Vichel  |
| 2. Juni 1819           | Aiguizy und Villers-Agron                                      | Villers-Agron-Aiguizy         |
| 1819                   | Andigny-les-Fermes und Vaux-en-Arrouaise                       | Vaux-Andigny                  |
| 2. Juni 1819           | Bertaignemont und Landifay                                     | Landifay-et-Bertaignemont     |
| 2. Juni 1819           | Chevresis-le-Meldeux und Monceau-le-Vieil                      | Chevresis-Monceau             |
| 1819                   | Chevresis-les-Dames und La Ferté-sur-Péron                     | La Ferté-Chevresis            |
| 2. Juni 1819           | Clanlieu und Puisieux                                          | Puisieux-et-Clanlieu          |
| 2. Juni 1819           | Eaucourt und Sommette                                          | Sommette-Eaucourt             |
| 1819                   | Faucouzy und Monceau-le-Neuf                                   | Monceau-le-Neuf-et-Faucouzy   |
| 23. Mai 1821           | Auffrique und Nogent                                           | Auffrique-et-Nogent           |
| 20. März 1822          | Belleau und Torcy-en-Valois                                    | Belleau-et-Torcy              |
| 1. März 1826           | Nouvron und Vingré                                             | Nouvron-Vingré                |
| 19. Juli 1826          | Bohéries und Vadencourt                                        | Vadencourt-et-Bohéries        |
| 1828                   | Monclin und Saulces-aux-Bois                                   | Saulcin-Monclin               |
| 7. Mai 1828            | Troyon und Vendresse                                           | Vendresse-et-Troyon           |
| 29. Mai 1830           | Cœuvres und Valsery                                            | Cœuvres-et-Valsery            |
| 8. August 1845         | Mesbrecourt und Richecourt                                     | Mesbrecourt-Richecourt        |
| 8. September 1845      | Catillon-du-Temple und Nouvion-l’Abbesse                       | Nouvion-et-Catillon           |
| 1851                   | Bézu-les-Fèves und Épaux                                       | Épaux-Bézu                    |
| 7. Juni 1859           | Hartennes und Taux                                             | Hartennes-et-Taux             |
| 11. August 1873        | Breuil und Saconin                                             | Breuil-et-Saconin             |
| 1887                   | Le Hocquet und Vigneux                                         | Vigneux-Hocquet               |
| 23. Mai 1921           | Auffrique-et-Nogent und Coucy-le-Château                       | Coucy-le-Château-Auffrique    |
| 9. September 1923      | Ailles und Chermizy                                            | Ailles-Chermizy               |
| 9. September 1923      | Beaulne-et-Chivy und Vendresse-et-Troyon                       | Vendresse-Beaulne             |
| 9. September 1923      | Bouconville und Vauclerc-et-la-Vallée-Foulon (OT Vauclerc)     | Bouconville-Vauclerc          |
| 9. September 1923      | Colligis und Crandelain-et-Malval                              | Colligis-Crandelain           |
| 1923                   | Courtecon und Pancy                                            | Pancy-Courtecon               |
| 9. September 1923      | Moussy-sur-Aisne und Verneuil-Courtonne                        | Moussy-Verneuil               |
| 9. September 1923      | Oulches und Vauclerc-et-la-Vallée-Foulon (OT La Vallée-Foulon) | Oulches-la-Vallée-Foulon      |
| 25. Februar 1965       | Brissy und Hamégicourt                                         | Brissy-Hamégicourt            |
| 1. Januar 1971         | Barbonval und Longueval                                        | Longueval-Barbonval           |
| 1. Januar 1971         | Cohan und Coulonges-en-Tardenois                               | Coulonges-Cohan               |
| 1. Januar 1971         | Longchamps und Vadencourt-et-Bohéries                          | Vadencourt                    |
| 1. Januar 1971         | Aizy und Jouy                                                  | Aizy-Jouy                     |
| 1. Juli 1971           | Camelin-et-le-Fresne und Lombray                               | Camelin                       |
| 1. Mai 1972            | Fesmy und Le Sart                                              | Fesmy-Le Sart                 |

## Ausgemeindete Gemeinden
- La Vallée-aux-Bleds aus Lemé und Voulpaix (1829)
- Belleau und Torcy aus der nun aufgelösten Gemeinde Belleau-et-Torcy (6. Juli 1832)
- Le Sourd aus Wiège-Faty (1835)
- Autreville (Aisne) und Sinceny aus der nun aufgelösten Gemeinde Sinceny-Autreville (18. März 1836)
- La Vallée-Mulâtre aus Saint-Martin-Rivière (1864)
- Raillimont aus Rouvroy-sur-Serre (24. September 1872)
- Chivres und Mâchecourt aus der nun aufgelösten Gemeinde Chivres-et-Mâchecourt (4. Juli 1879)
- Francilly-Selency aus Fayet (Februar 1883)
- Le Thuel aus Noircourt (1. April 1883)
- Verly-Grand und Verly-Petit aus der nun aufgelösten Gemeinde Verly (1896)
- Chartèves und Mont-Saint-Père aus Charmont-sur-Marne (1. Januar 1978)

## Namensänderungen
- Auroir-Aubigny → Aubigny (25. März 1843)
- Herouël → Foreste (25. März 1843)
- Noroy → Noroy-sur-Ourcq (1853)
- Rozoy-Gâtebled → Rozoy-Bellevalle (1860)
- Pargny → Pargny-la-Dhuys (1878)
- Pouilly → Pouilly-sur-Serre (1883)
- Sains → Sains-Richaumont (1883)
- Cointicourt → Monnes (1885)
- Aulnois → Aulnois-sous-Laon (9. Januar 1888)
- Licy-les-Moines → Licy-Clignon (1889)
- Marchais → Marchais-en-Brie (1890)
- Nanteuil-sur-Ourcq-et-Vichel → Vichel-Nanteuil (12. November 1890)
- Bergues → Bergues-sur-Sambre (22. Dezember 1894)
- Neufchâtel → Neufchâtel-sur-Aisne (1894)
- Mézières → Mézières-sur-Oise (1896)
- Athies → Athies-sous-Laon (3. Februar 1897)
- Vigneux → Vigneux-Hocquet (1897)
- Azy-Bonneil → Azy (31. Januar 1898)
- Rocourt → Rocourt-Saint-Martin (1898)
- Montigny-Carotte → Montigny-en-Arrouaise (1902)
- Marcy → Marcy-sous-Marle (1903)
- Brancourt → Brancourt-le-Grand (5. Januar 1906)
- Essommes → Essômes-sur-Marne (1908)
- Noyal → Noyales (1909)
- Martigny → Martigny-Courpierre (1910)
- Étampes → Étampes-sur-Marne (1912)
- Braisne → Braine (5. April 1913)
- Nesles → Nesles-la-Montagne (1913)
- Moÿ → Moÿ-de-l’Aisne (1920)
- Bonnes → Bonnesvalyn (29. Januar 1921)
- Chivres → Chivres-Val (29. Januar 1921)
- Largny → Largny-sur-Automne (1921)
- Baulne → Baulne-en-Brie (31. Oktober 1922)
- Chivres → Chivres-en-Laonnais (31. Oktober 1922)
- Barzy → Barzy-sur-Marne (28. Juli 1923)
- La Celle → La Celle-sous-Montmirail (1923)
- Oigny → Oigny-en-Valois (1923)
- Vaux → Vaux-en-Vermandois (1924)
- Marteville → Attilly (5. Dezember 1925)
- Montron → Macogny (1925)
- Marly → Marly-Gomont (1926)
- Saint-Quentin-Louvry → Saint-Quentin-sur-Allan (1926)
- Aubigny → Aubigny-en-Laonnois (1927)
- Saint-Pierre → Saint-Pierre-lès-Franqueville (1930)
- Brancourt → Brancourt-en-Laonnais (22. November 1933)
- Torcy → Torcy-en-Valois (1933)
- Neuville → Neuville-sur-Ailette (1935)
- Bosmont → Bosmont-sur-Serre (3. Dezember 1936)
- Rozières → Rozières-sur-Crise (1936)
- Armentières → Armentières-sur-Ourcq (11. Mai 1937)
- La Croix → La Croix-sur-Ourcq (1937)
- Laval → Laval-en-Laonnois (1937)
- Azy → Azy-sur-Marne (13. August 1939)
- Courcelles → Courcelles-sur-Vesles (1. April 1939)
- Fresnes-sous-Coucy → Fresnes (1. Januar 1943)
- Rozoy-Grand → Grand-Rozoy (1. Januar 1943)
- Verly-Grand → Grand-Verly (1. Januar 1943)
- Verly-Petit → Petit-Verly (1. Januar 1943)
- Aubigny-aux-Kaisnes → Aubigny (11. Januar 1943)
- Bazoches → Bazoches-sur-Vesles (1943)
- Puisieux → Puisieux-en-Retz (1947)
- Barzy → Barzy-en-Thiérache (23. Februar 1956)
- Braye → Braye-en-Thiérache (23. Februar 1956)
- Bruyères → Bruyères-sur-Fère (23. Februar 1956)
- Fresnes → Fresnes-en-Tardenois (23. Februar 1956)
- Le Nouvion → Le Nouvion-en-Thiérache
- Bohain → Bohain-en-Vermandois (7. Juni 1956)
- Clermont → Clermont-les-Fermes (7. Juni 1956)
- Leuilly → Leuilly-sous-Coucy (7. Juni 1956)
- Vailly → Vailly-sur-Aisne (7. Juni 1956)
- Origny → Origny-en-Thiérache (28. August 1956)
- Fontaine → Fontaine-lès-Vervins (18. Oktober 1956)
- Romeny → Romeny-sur-Marne (18. Dezember 1958)
- Beauvois → Beauvois-en-Vermandois (21. Juni 1961)
- La Vallée-aux-Bleds → La Vallée-au-Blé (21. Juni 1961)
- Proizy → Proisy (7. März 1962)
- Tréloup → Trélou-sur-Marne (6. Mai 1966)
- Villiers-sur-Marne → Villiers-Saint-Denis (12. April 1970)
- Bouconville-Vauclerc → Bouconville-Vauclair (25. Januar 1973)
- Crouttes → Crouttes-sur-Marne (15. März 1973)
- Aubigny → Aubigny-aux-Kaisnes (14. Juni 1979)
- Liesse → Liesse-Notre-Dame (17. März 1988)
- Vaurezis → Vauxrezis (1. Januar 1996)
- Le Haucourt → Lehaucourt (19. November 1998)
- Charly → Charly-sur-Marne (7. Juli 2006)
- Leschelles → Leschelle (3. Oktober 2008)

### Umbenennungen während der Französischen Revolution (vor 1797)

#### Heutige noch gültige Bezeichnungen
- Chézy-l’Abbaye → Chézy-sur-Marne
- Licy-les-Moines → Licy-Clignon
- Lucy-les-Moines → Lucy-le-Bocage
- Presles-l’Évêque → Presles-et-Thierny

#### Heute nicht mehr gültige Bezeichnungen
- Anguilcourt-le-Sart → Séricourt/Serre-y-Court/Serricourt
- Anizy-le-Château → Anisy-la-Rivière
- Arcy-Saint-Restitue → Arcy
- Bézu-Saint-Germain → Bézu-le-Grand
- Celles-les-Condé → Vallon-Libre
- Château-Thierry → Château-Égalite/Égalite-sur-Marne
- Condé-en-Brie → Vallon-Libre
- Condé-sur-Aisne → Scevole-sur-Aisne
- Condé-sur-Suippe → Rémy-sur-Suippe
- Coucy-la-Ville → Coucy-la-Vallée
- Coucy-le-Château → Coucy-la-Montagne
- Fère-en-Tardenois → Fère-sur-Ourcq
- Grand-Rozoy → Les Oulchy/Rozoy-les-Oulchy
- Guise → Beaupré/Réunion-sur-Oise
- La Chapelle-Monthodon → Monthodon
- La Ferté-Milon → La Ferté-sur-Ourcq
- Marizy-Sainte-Geneviève → Marizy-le-Grand
- Mons-en-Laonnais → Mons-les-Creuttes
- Montreuil-aux-Lions → Montreuil-l'Union
- Mont-Saint-Père → Mont-Bel-Air/Mont-sur-Marne
- Neuilly-Saint-Front → Neuilly-sur-Ourcq
- Nizy-le-Comte → Nizy-le-Marais
- Nogent-l’Artaud → Nogent-la-Loi
- Noroy-sur-Ourcq → Mont-Libre
- Nouvion-’Abbesse → Le Nouvion-le-Franc
- Origny-en-Thiérache → Origny-sur-le-Thon
- Origny-Sainte-Benoite → Origny-sur-Oise
- Oulchy-le-Château → Oulchy-la-Montagne
- Pont-Saint-Mard → Pont-sur-Lette
- Rozet-Saint-Albin → Les Mesnils/Rozet-le-Mesnil
- Rozoy-Bellevalle → Rozoy-Gatebled
- Saint-Agnan → Montagnan
- Saint-Aubin → Franc-Coeur-la-Carrière
- Saint-Gobain → Mont-Libre
- Saint-Hilaire-Montgru → Hilaire-Montgru
- Saint-Nicolas-aux-Bois → La Vallée-aux-Bois
- Saint-Paul-aux-Bois → Vignette-aux-Bois
- Saint-Quentin → Égalité-sur-Somme/Linon-sur-Somme/Somme-Libre
- Saint-Rémy-Blanzy → Blanzy/Rémy-Blanzy/Rémy-Ivry
- Villiers-Saint-Denis → Villiers-aux-Pierres